# Bruce Peninsula
Bruce Peninsula (Brucehalvön) är en halvö i Kanada.   Den ligger i provinsen Ontario, i den sydöstra delen av landet, 400 km väster om huvudstaden Ottawa.

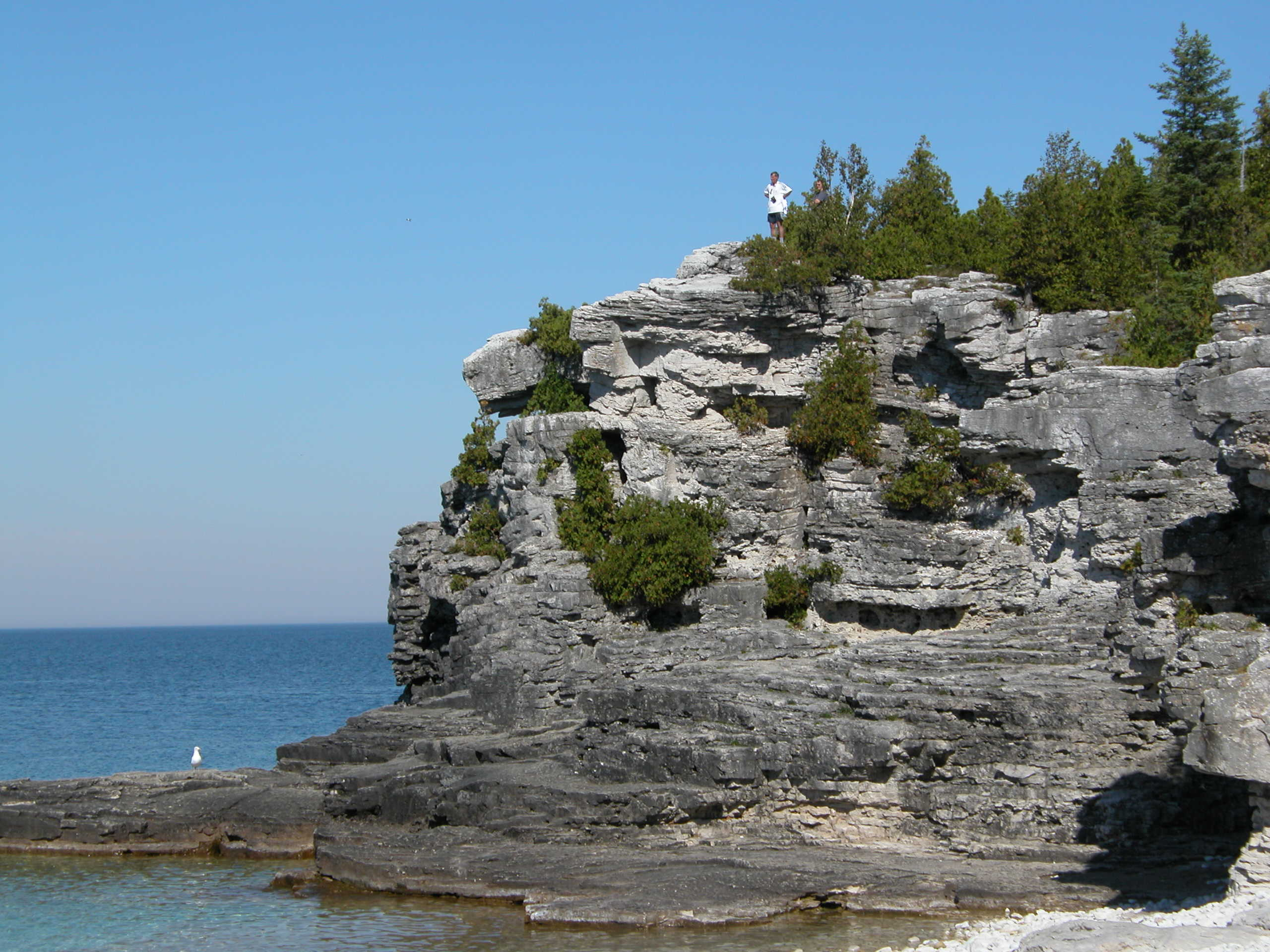
Klipputsprång på Brucehalvön

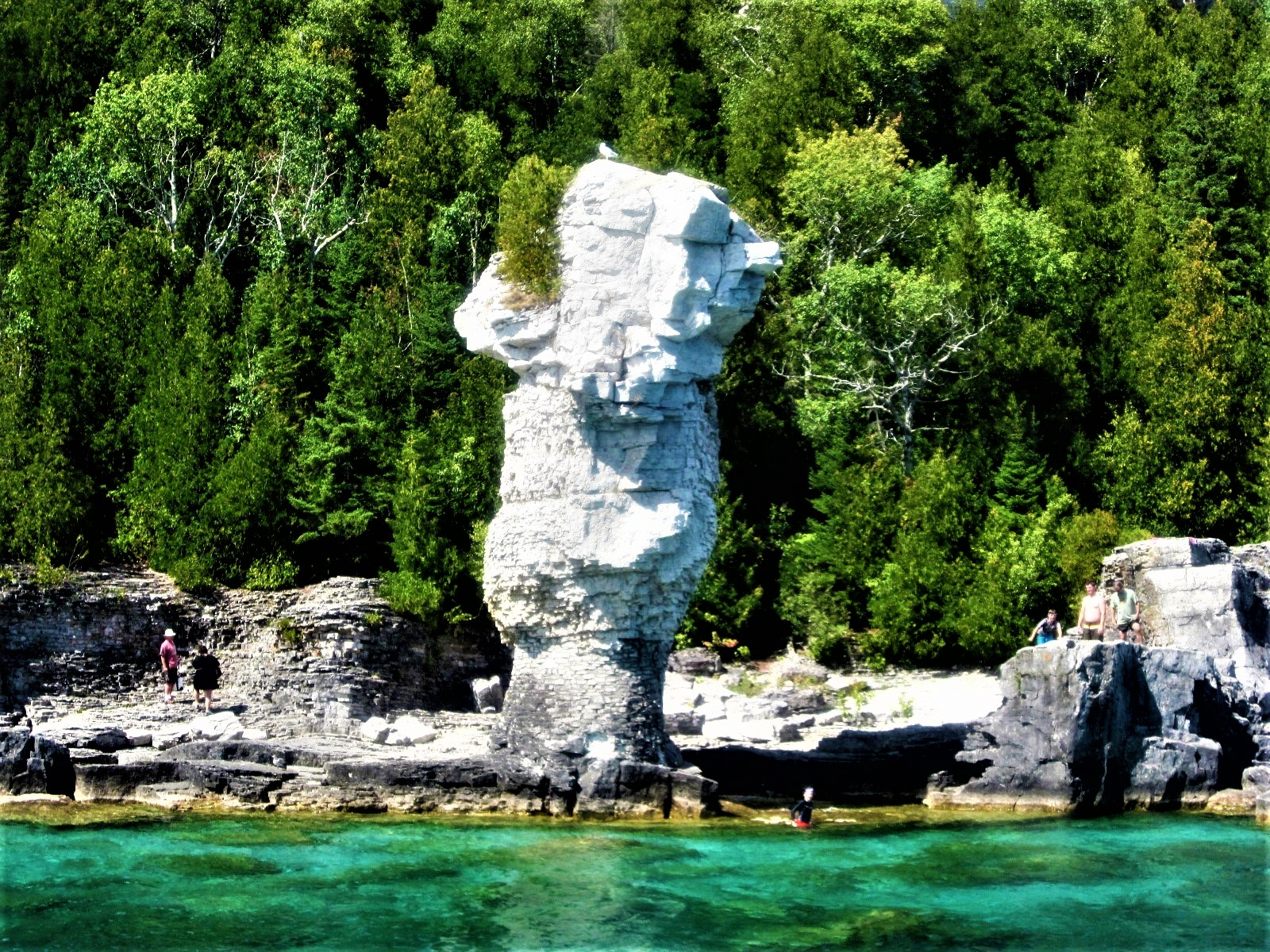
Flowerpot Island, Fathom Five marinpark

Brucehalvön ligger mellan Georgian Bay och största delen av Lake Huron. Halvön sträcker sig i nordvästlig riktning mot Manitoulin Island och på dess norra spets ligger nationalparken Bruce Peninsula National Park och utanför ligger marinparken Fathom Five.